# انتركونتيننتال الطائف
انتركونتيننتال الطائف هو فندق خمس نجوم يعد مثالاً لحياة مترفة ويندرج ضمن نظام المشاركة الصديقة للبيئة لمجموعة فنادق إنتركونتيننتال. يقع الفندق في الطائف، وهي بقعة سياحية في منطقة مكة المكرمة السعودية. حيث يقع الفندق على ارتفاع 1850متر على جبال الحجاز ويوفر لنزلائه إطلالة على مناظر طبيعية خلابة.
يصنف انتركونتيننتال الطائف فئات الإقامة فيه إلى أجنحة، غرف تنفيذية وغرف كلاسيكية ويضم 179 غرفة للنزلاء، 35 جناحاً، و 85 غرفة بسرير واحد. أما الخدمات الخاصة بمجال الأعمال التي يقدمها الفندق فتتميز بكونها استثنائية ومختارة بعناية. إذ يقدم مطعم هوازن وجبات إفطار شرق أوسطية وأوروبية، بوفيه لتناول الغداء والعشاء إضافة إلى المأكولات الآسيوية.

## كيفية الوصول إلى الفندق
قريباً من طريق المطار يقع فندق انتركونتيننتال الطائف في شارع هوايا مما يوفر للضيوف سهولة الوصول. فإذا كنت مسافراً براً من جدة، عليك أن تسلك الطريق السريع نحو مكة المكرمة وتنعطف عند تقاطع طريق المسيحية وتصل إلى الطائف. فشبكة الطرق الواسعة في المدينة تجعل السفر من وإلى الفندق مريحاً وخالياً من المتاعب.
أما أسواق التسوق فهي قريبة جداً من الفندق ويمكن للضيوف الاستمتاع بزيارة جبل الهدا، الذي يرتفع 1700 متر فوق مستوى سطح البحر ويضم مرافق التلفريك لمسافة حوالي 9 كيلومتر في كلا الاتجاهين من الأعلى إلى الأسفل. كما يوجد في المحطة السفلية ملاهي مع منتزه للألعاب ومنزلقات. ويقع قصر شبرا قريباً أيضاً من الفندق ويتم الآن تحويله إلى متحف ذو تصميم خارجي مهيب ومروج خصبة للتنزه مع تقديم القهوة الساخنة والمشروبات الغازية. إضافة إلى ذلك تنتصب حديقة الملك فهد وهي مصدر جذب آخر قريباً من الفندق.

## ميّزات الفندق
يقدم انتركونتيننتال الطائف خدمات مميزة ومختارة في مجال الأعمال مع خدمات فندقية تقنية، خدمات سكرتارية، طاقم مركز الأعمال الذي يقدم خدماته بين الثامنة صباحاً والسابعة مساءً، اتصال بيانات لاسلكي والعديد من المرافق الرئيسية الأخرى للنزلاء من رجال الأعمال. كما تتوفر أيضاً أجنحة تنفيذية، آلة نسخ، حاسب مكتبي، خدمة البريد السريع.
يوجد أيضاً مركز صحة ولياقة بدنية، حوض سباحة، ساونا، مركز للتدليك، غرف تغيير الملابس ومرافق الإستحمام. ويقدم طاقمه المدرب أفضل ضيافة تضمن استمتاعك بإقامة مريحة. من جانب آخر تم تجهيز الصالة الرياضية بمعدات ثقيلة وخفيفة الوزن، جهاز مشي وآلات بناء الجسم، إلى جانب ملعب تنس مكشوف. ويضم مركز الصحة واللياقة البدنية ساونا ومرافق حمام بخار أيضاً. ويمكن لنزلاء الفندق استخدام هذه المرافق بالشكل الذي يناسبهم وبتكلفة إضافية.
خدمات الاستقبال والإرشاد متاحة عند الطلب. كما توجد آلة صرافة ضمن الفندق، ويوجد في مكتب الاستقبال خزائن أمانات أيضاً.

## الخدمات والميزات داخل الغرف
تشمل الخدمات المتميزة خدمات الخادم الشخصي، خدمات ترتيب الأسرة، وخدمات ركن السيارة. ويتم تسليم الصحف الصباحية المجانية للغرف كما يوجد مكان منفصل لتسجيل الوصول للغرف التنفيذية. ومن الخدمات أيضاً خدمة ترتيب الغرف على مدار الساعة وخدمات غسيل الملابس مع نفس خيارات التسليم اليومي. وتتوفر أيضاً خيارات غسيل الملابس الذاتي.
يمكن الاتصال بالانترنت عبر الواي فاي من داخل الغرف حسب رغبة النزلاء. ومن الخدمات المقدمة داخل الغرف:
- مساحة عمل متعددة الأغراض
- حمام خاص مع حوض استحمام، رداء حمام ومجفف شعر
- تلفزيون ملون متصل بالأقمار الصناعية
- مكواة وطاولة كي الملابس
- نوافذ زجاجية مزدوجة
- آلة صنع القهوة والشاي
- بار صغير
- هاتف
- هاتف مع بريد صوتي

## وصلات داخلية
- الطائف